# Volby do Říšské rady 1885
Volby do Říšské rady 1885 byly volby konané ve dnech 1., 3.  a 5. června 1885 v Předlitavsku.  Zvoleno v nich bylo 353 členů poslanecké sněmovny (dolní komory) celostátního parlamentu, Říšské rady. Šlo o první volby v Předlitavsku konané podle revidovaného kuriového systému (volební reforma 1882). 

## Dobové souvislosti
Od roku 1879 vládla v Předlitavsku vláda Eduarda Taaffeho, která se v parlamentu opírala o stabilní provládní alianci takzvaný Železný kruh pravice) zahrnující konzervativní německo-rakouské formace (Hohenwartův klub), Polský klub a Český klub (skupina zejména staročeských poslanců a dále šlechtické Strany konzervativního velkostatku).
Tato koalice čelila v Říšské radě silné opozici německých liberálů. Aby posílila své pozice, prosadila Taaffeho vláda volební reformu z roku 1882. V předlitavském parlamentu fungoval od zavedení přímých voleb na Říšskou radu počátkem 70. let 19. století kuriový volební systém, v němž volební právo měla jen část populace, navíc hlasující odděleně v jednotlivých kuriích (velkostatkářská, městská, kurie obchodních a živnostenských komor a kurie venkovských obcí). Volební právo omezoval volební cenzus (daňově definovaný, tedy volit směli jen ti, kteří odváděli na daních nějakou minimální částku). Volební reforma z roku 1882 sice zachovávala kurie i cenzus, ale změkčovala daňová kritéria pro přiznání volebního práva. V městské kurii a v kurii venkovských obcí nyní stačil roční daňový odvod 5 zlatých na přímých daních (takzvaní pětizlatkoví voliči). V některých případech se dokonce tento práh ještě dále snižoval, protože volit do Říšské rady směli nově i ti, kteří byli oprávněni volit ve své domovské obci v obecních volbách. Počet oprávněných voličů tím vzrostl o několik set tisíc a Taaffeho vláda od nové voličské skupiny očekávala posílení konzervativních, maloburžoazních sil, a oslabení liberálů.

## Výsledky a dopady voleb
Volby potvrdily kalkulaci Taaffeho kabinetu a skutečně posílily vládní pozici ve sněmovně. Železný kruh pravice tak v mírně pozměněné silové sestavě mohl pokračovat nadále (a Taaffeho vláda se tak stal nejdéle vládnoucím kabinetem v předlitavských dějinách). Český klub disponoval 65 poslanci, Polský klub 56 a konzervativní německorakouské síly 53 poslanci.